# 394

## Decese
- dată necunoscută: Eunomie din Cizic  (n. 335)
- dată necunoscută: Diodor din Tars  (n. 330)
- dată necunoscută: Amfilohie de Iconium episcop de Iconium (n. 339)
- dată necunoscută: Galla (soția lui Teodosiu I)  (n. ?)